# Milan (Indiana)
Milan, pronunciado /ˈmaɪlən/, es un pueblo ubicado en el condado de Ripley en el estado estadounidense de Indiana. En el Censo de 2010 tenía una población de 1899 habitantes y una densidad poblacional de 369,56 personas por km².
Es un pequeño pueblo conocido, sobre todo, por haber tenido en su High School un equipo de baloncesto campeón del Estado en 1954. Este hecho fue el que inspiró a la película "Hoosiers, más que ídolos". Milan High School ganó el campeonato contra Muncie Central High School. La victoria fue un hecho muy importante para Milan porque se convirtió en uno de los pueblos más pequeños de Estados Unidos en ganar un campeonato estatal. El año anterior había obtenido el subcampeonato. El término "Hoosier" es con el que popularmente se conoce a los habitantes de Indiana. 

## Geografía
Milan se encuentra ubicado en las coordenadas 39°7′25″N 85°7′35″O / 39.12361, -85.12639. Según la Oficina del Censo de los Estados Unidos, Milan tiene una superficie total de 5.14 km², de la cual 5.05 km² corresponden a tierra firme y (1.71%) 0.09 km² es agua.

## Demografía
Según el censo de 2010, había 1899 personas residiendo en Milan. La densidad de población era de 369,56 hab./km². De los 1899 habitantes, Milan estaba compuesto por el 97.68% blancos, el 0.26% eran afroamericanos, el 0.21% eran amerindios, el 0.11% eran asiáticos, el 0% eran isleños del Pacífico, el 0.32% eran de otras razas y el 1.42% pertenecían a dos o más razas. Del total de la población el 0.79% eran hispanos o latinos de cualquier raza.

## Economía
La economía de Milan, al igual que la del condado de Ripley y otros condados limítrofes, se basa, sobre todo, en la agricultura del maíz y la soja y, en menor medida, la ganadería. También son muchos los lugareños que trabajan en las empresas de la vecina Batesville Hill-Rom Archivado el 25 de octubre de 2017 en Wayback Machine. o en Cincinnati y sus alrededores.

## Historia
Los primeros colonizadores se asentaron en la zona que hoy ocupa el llamado Old Milan entre 1820 y 1830. También conocemos que la primera tienda la abrió el 1 de febrero de 1837 Stephen Selwyn Harding y que popularmente se conocía a la zona como La tienda de Harding. 
Sería más tarde, en 1842, cuando la comunidad toma el nombre de Milan. De acuerdo a Price Myers, autor de 1954 Milan Centennial History, Yesterday and Today, muchos de los primeros colonos eran alemanes, y unos pocos suizos que se dedicaron al cultivo de la uva y elaboración de vino. Es probable que algunas de las semillas de las uvas viniesen de las áreas de cultivo de Milán, provincia y ciudad de Lombardía en el norte de Italia, y también se cree que estos colonos utilizaron su influencia para llamar Milan a la zona, pero su acento alemán hizo que de su pronunciación se cambiase a "Mailan".
En 1868 Milan aparece en la lista de H.C. Chandler and Co. Business Directory and Shippers Guide For The State of Indiana como fabricante vino. Milan es descrito como un pueblo de Ripley County, a una milla y media del ferrocarril entre Ohio y Misisipi, a cuarenta y dos millas de Cincinnati, y a ocho de Versailles, la capital del condado.  
Por aquel entonces el tren entre Ohio y Misisipi llegó a una milla y media al sur de Milan, por lo que los mataderos de la zona se ubicaron aquí para recibir el transporte de ganado en ferrocarril. Ocurrió que la gente no sabía cómo referirse a las dos áreas, la del pueblo y la del ferrocarril. El historiador Prince Myers escribió que con el paso de los años la nueva zona en torno al ferrocarril se convirtió en Milán y la ciudad antigua se convirtió en Old Milan. Las mapas a día de hoy muestran Milan y Old Milan.

## Baloncesto y cine
La película Hoosiers, más que ídolos estuvo inspirada en el llamado Milagro de Milan (Milan Miracle) que consistió en que su High School ganase la final estatal de baloncesto en 1954 gracias a un tiro en los últimos segundos anotado por el jugador Bobby Plumb (Bobby’s last shot). Este hecho puso a Milan en el mapa y hace que el pueblo sea considerado la capital de la pasión del estado de Indiana por el baloncesto (The Hoosier Hysteria).
El acontecimiento pervive en la memoria y en los corazones de los habitantes de Milan y aparece reseñado en fotografías y carteles decorativos de las paredes de los comercios locales, así como en un museo, el Milan 54 Hoosiers Museum, que se convierte en una parada obligatoria tanto para los protagonistas de aquel acontecimiento que acuden regularmente a eventos relacionados con el partido o con la película, como para los amantes del baloncesto y fanes de la película.
Aunque el baloncesto y el deporte escolar tiene mucha importancia para el ocio del pueblo, especialmente de los familiares de los alumnos, la popularidad del equipo de football ha desplazado a la del baloncesto.

## Personas destacadas
Stephen Selwyn Harding -  Nacido en 1808 en Palmira, Nueva York y fallecido en Milan, Indiana en 1891. Fue nombrado el cuatro gobernador del territorio de Utah de 1862 a 1863 por el presidente Abraham Lincoln y posteriormente fue jefe de justicia de la corte suprema de Colorado de 1863 a 1865. Era conocido como abolicionista ferviente.  Él y su mujer Avoline tenían una casa en el viejo Milan conocida como la parada siete del Underground Railroad, el nombre en clave de una asociación abolicionista que ayudaba a los esclavos a escapar a hacia Canadá a través del río Ohio. La señora de Stephen S. Harding y otras mujeres abolicionistas de Milan cosían febrilmente haciendo vestidos de colores para las esclavas fugitivas. 
William Jordan - Actor (cuarenta y cinco años de carrera con más de 50 notables créditos de películas y programas de televisión, el más notable fue el comandante Jake Gatlin en el Proyecto U.F.O.) y miembro del equipo de baloncesto del Campeonato Estatal de Indiana de la Escuela Secundaria de 1954.
Bobby Plump - Miembro del equipo de baloncesto del Campeonato Estatal de Indiana de la secundaria de 1954; "Mr. Basketball", 1954; Ganador del premio Trester, 1954; Jugador más valioso, Universidad de Butler, 1957, 1958; Equipo universitario de baloncesto, 1958; nombrado una de las 50 mayores figuras del deporte de Indiana en el siglo XX, según Sports Illustrated; Indiana Basketball Hall of Fame Inductee, 1981.
Jamie Johnson - Miembro de los Grascals, Premio de Artista Emergente del Año de la Asociación Internacional de Música de Bluegrass (IBMA) 2005, así como el premio Canción del Año por "Yo y John y Paul". En 2006 y 2007, ganaron el premio IBMA Entertainer of the Year.